# Pertya bodinieri
Pertya bodinieri là một loài thực vật có hoa trong họ Cúc. Loài này được Vaniot miêu tả khoa học đầu tiên năm 1903.